# Front de libération de la côte des Somalis
Le Front de libération de la côte des Somalis (FLCS) est une organisation politique et militaire du territoire français des Afars et des Issas. Il est hébergé et soutenu par la république de Somalie jusqu'à l'indépendance de Djibouti en juin 1977. Il est en concurrence avec le Mouvement de libération de Djibouti (MLD), soutenu par l'Éthiopie.

## Historique
Le FLCS aurait été créé en 1960 à Mogadiscio par Mahmoud Harbi, mais 1963 semble plus probable . À partir de la fin de 1969, son secrétaire général est Aden Robleh Awaleh.
En janvier 1970, le Front revendique un attentat contre le Palmier en Zinc, un bar du centre-ville de Djibouti. En 1975, le FLCS enlève l'ambassadeur de France en Somalie, Jean Guery, qui sera échangé contre deux militants du Front,Omar Elmi Khayreh dit "Dambasweyne" et Omar Osman Rabeh. En décembre 1975, il revendique un attentat manqué contre Ali Aref Bourhan. En février 1976, le FLCS revendique le détournement d'un bus scolaire, qui se termine par la mort des preneurs d'otages et de deux des enfants.

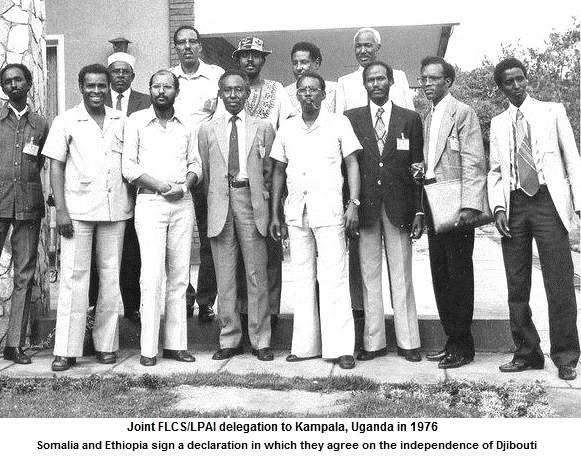
Joint FLCS-LPAI delegation to Kampala in 1976. L'Éthiopie et la Somalie signent une déclaration dans laquelle ils conviennent de l'indépendance de Djibouti.

Comme le MLD, le FLCS est reconnu comme un mouvement de libération nationale par l'Organisation de l'unité africaine (OUA), qui participe à son financement.
À l'indépendance du territoire, en juin 1977, de 300 à 400 militants du FLCS sont intégrés dans les nouvelles forces armées djiboutiennes, mais pas ceux du MLD malgré la demande d'Ahmed Dini .
<réf: publié par Le Monde, 
le 21 juin 1975
Par C. C.

## Positions
Le FLCS évolue dans ses revendications entre la demande d'intégration dans une éventuelle « Grande Somalie » ou l'indépendance simple du territoire . En 1975, le FLCS se rapproche de la Ligue populaire africaine pour l'indépendance et opte définitivement pour la voie indépendantiste, ce qui entraîne des tensions avec Mogadiscio .